# Fernando Pascale
Fernando Pascale (Dordrecht, 18 augustus 1976) is een Nederlands voormalig voetballer van Italiaanse komaf die doorgaans als verdediger speelde. Hij speelde in zijn profvoetbalcarrière voor Feyenoord, Excelsior, FC Volendam en FC Dordrecht.

## Loopbaan
Zijn loopbaan in het betaalde voetbal begon bij Excelsior dat hem huurde van Feyenoord. Hij voetbalde in totaal 2 seizoenen (1996-1998) voor Excelsior in de Eerste divisie. Bij Feyenoord maakte hij onder leiding van Leo Beenhakker op 2 mei 1999 zijn debuut in de Eredivisie als basisspeler in de uitwedstrijd tegen Ajax. Voor deze wedstrijd was Feyenoord al kampioen geworden. 
Hierna speelde hij bij Volendam in de Eerste divisie waar hij een 2-jarig contract met een optie voor nog een extra jaar ondertekende. In het seizoen 2001/02 stond hij onder contract bij Dordrecht '90 in de Eerste divisie waarvoor hij vanwege een blessure echter niet in actie kwam. Hierna speelde hij nog in het amateurvoetbal.
Pascale werd trainer in het amateurvoetbal. Hij begon in de jeugd bij RKSV Bornerbroek en trainde vanaf 2015 het tweede team van HVV Tubantia. Pascale was van 2018 tot 2020 actief bij HVV Hengelo en trainde van 2020 tot 2022 Sportclub Enschede. Medio 2022 werd hij trainer van Quick '20 onder 23. In 2024 werd hij trainer van RKSV Saasveldia.